# Solar João Inácio de Sousa

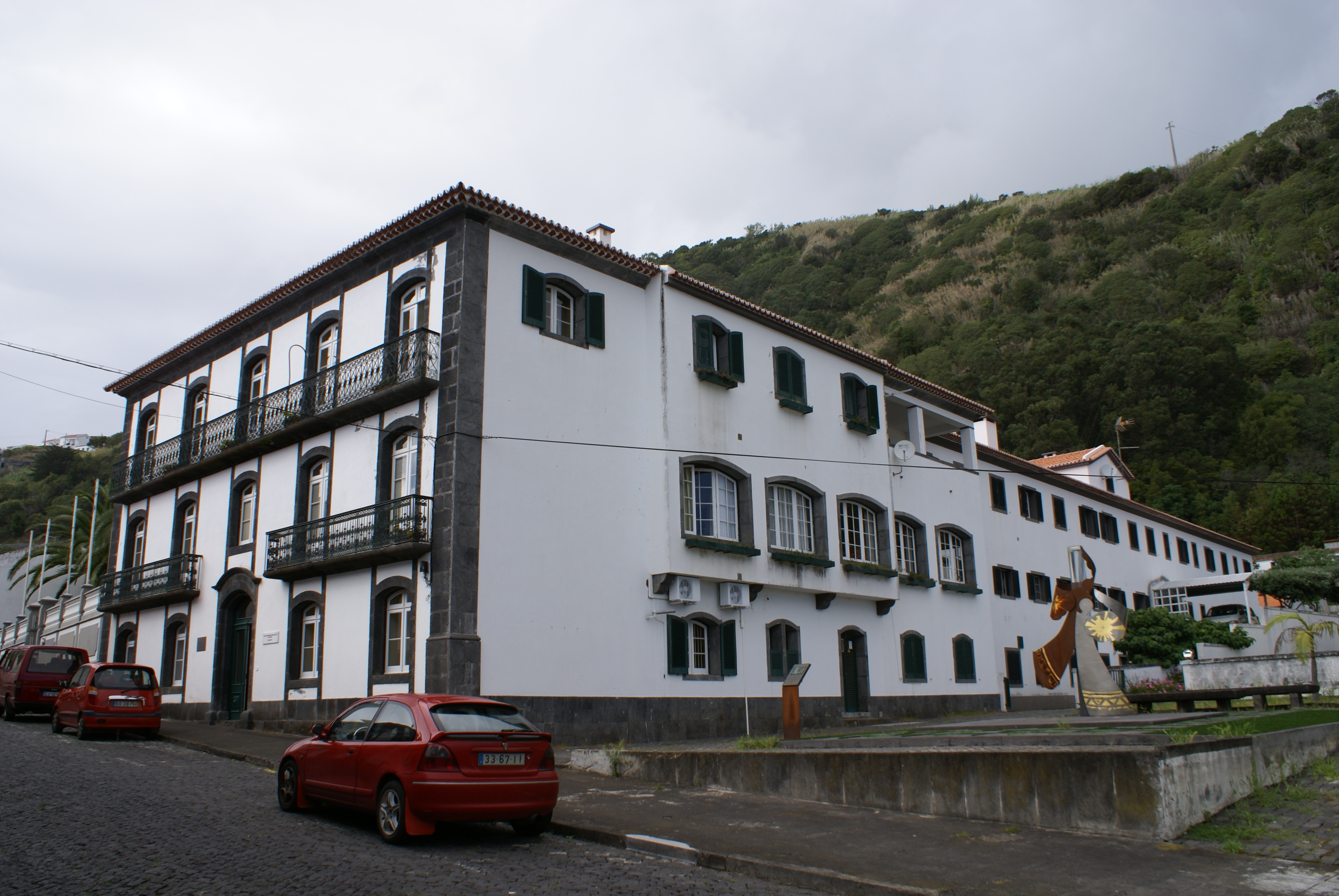
Solar João Inácio de Sousa, Velas.

O Solar João Inácio de Sousa conhecido comummente como Casa de Repouso João Inácio de Sousa é um solar português localizado no concelho de Velas, ilha de São Jorge, arquipélago dos Açores.

## Descrição
Trata-se de um edifício com um forte impacto urbano, não só pela sua dimensão e estilo de arquitectura, mas também porque se situa na parte central da vila das Velas. 
Como muitos outros edifícios do passado também este foi alvo de remodelações e alterações ao longo dos tempos. Neste caso a parte mais antiga deste solar foi edificada nos finais do século XIX. 
A sua volumetria, estende-se a partir da entrada principal, que tal como o Solar dos Cunha da Silveira, define o eixo da simetria deste solar e é também em verga saliente e curva. 
No segundo andar, estende-se ao longo da fachada principal uma varanda corrida que ocupa a quase totalidade desse espaço.
Vendido pelos descendentes dos primeiros construtores, actualmente neste edifício funciona, uma Casa de Repouso. Esta instituição que inicialmente era designada "Asilo de Mendicidade da Ilha de São Jorge" e que foi criada em 1903 e funcionou de forma provisória na rua Dr. João Teixeira, até à compra do presente solar, em 1908. Ostenta o nome de um dos seus maiores beneméritos, João Inácio de Sousa.  